# Hong Kong Composers’ Guild
Die Hong Kong Composers’ Guild ist der Komponistenverband in Hongkong.

## Geschichte
Die Gilde wurde 1983 in Hongkong gegründet und ist Nachfolger der 1973 gegründeten Sektion Hongkong der Asian Composers’ League. Sie ist Non-Profit-Organisation und als Limited eingetragen. Sie organisiert Konzerte, publiziert Notenmaterial und produziert CD-Aufnahmen. So wurden die Weltmusiktage (1988 und 2002) und wird seit 1992 die Musicarama ausgerichtet. Außerdem unterstützt sie Nachwuchskomponisten und veranstaltet Musikwettbewerbe. Es werden Kooperationen mit örtlichen Schulen und der Gemeinde betrieben. Der geistige Austausch zwischen Orchestern, Musikern und internationalen Musikorganisationen wird gefördert. Die Hong Kong Composers’ Guild setzt sich für die Verbreitung Neuer Musik ein. Sie ist Mitglied der Asian Composers League (ACL) und zugleich die nationale Sektion der Internationalen Gesellschaft für Neue Musik (ISCM). Sie steht darüber hinaus im engen Kontakt mit Radio Television Hong Kong und entsendet einen Repräsentanten zur Tribune internationale des compositeurs der UNESCO in Paris.

## Persönlichkeiten

### Vorsitzende
- Doming Lam (1973–1983), seit 2007 Ehrenmitglied der ISCM
- Richard Tsang (1983–1993), von 2002 bis 2005 ISCM-Präsident
- Chan Wing-wah (1993–2004), von 1997 bis 2002 Vizevorsitzender der ACL
- Joshua Chan (2004–2014), von 2007 bis 2012 Vorsitzender der ACL
- Lo Hau-man (2014–2016)
- Mui Kwong-chiu (seit 2016)

### Ehrenpräsidenten
- David Gwilt
- Doming Lam

### Ehrenmitglieder
- Lin Sheng-shih
- Hwang Yau-tai
- Yan Huichang